# ایستگاه راه‌آهن بروکسل شمالی
ایستگاه راه‌آهن بروکسل شمالی (فرانسوی: Bruxelles-Nord‎) یکی از سه ایستگاه راه‌آهن بزرگ در بروکسل، بلژیک است.
این ایستگاه در سال ۱۸۴۶ بنیان‌گذاری و ساختمان کنونی آن در سال ۱۹۵۲ ساخته شده‌است، ایستگاه بروکسل شمالی به راه‌آهن سراسری بلژیک متصل است.

## نگارخانه

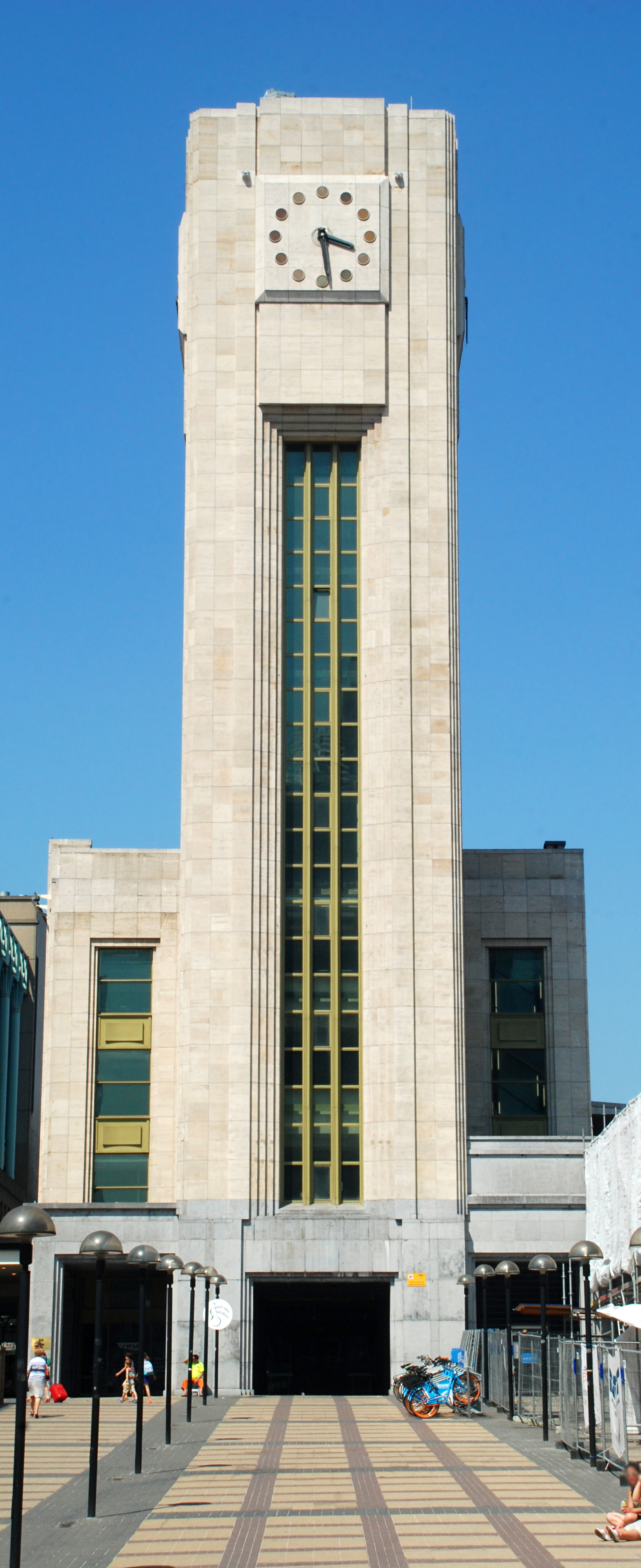
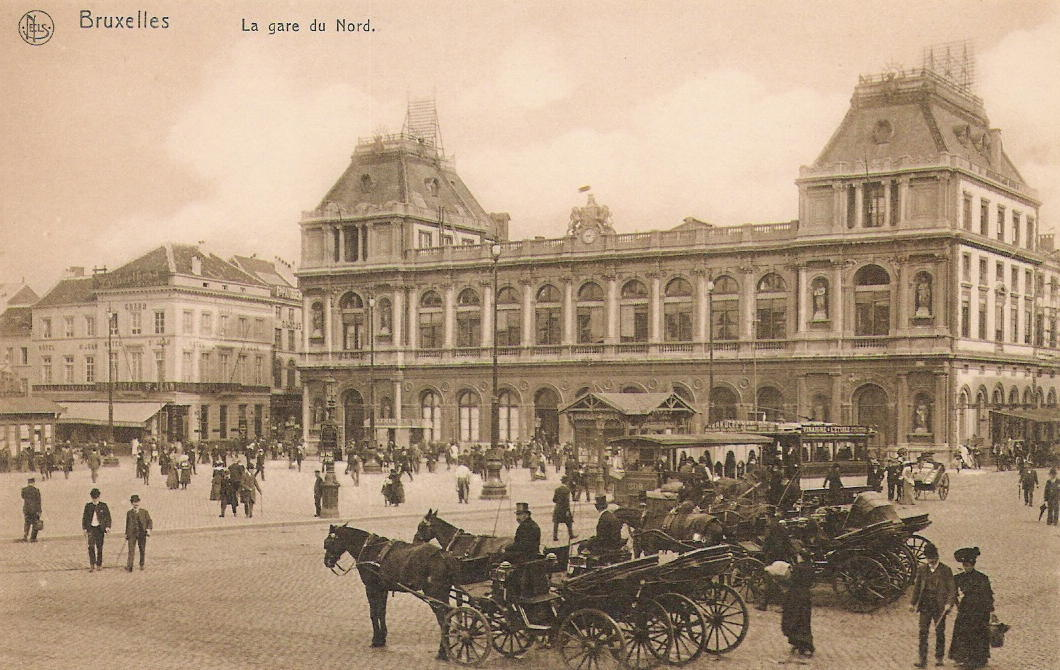
۱۹۱۰
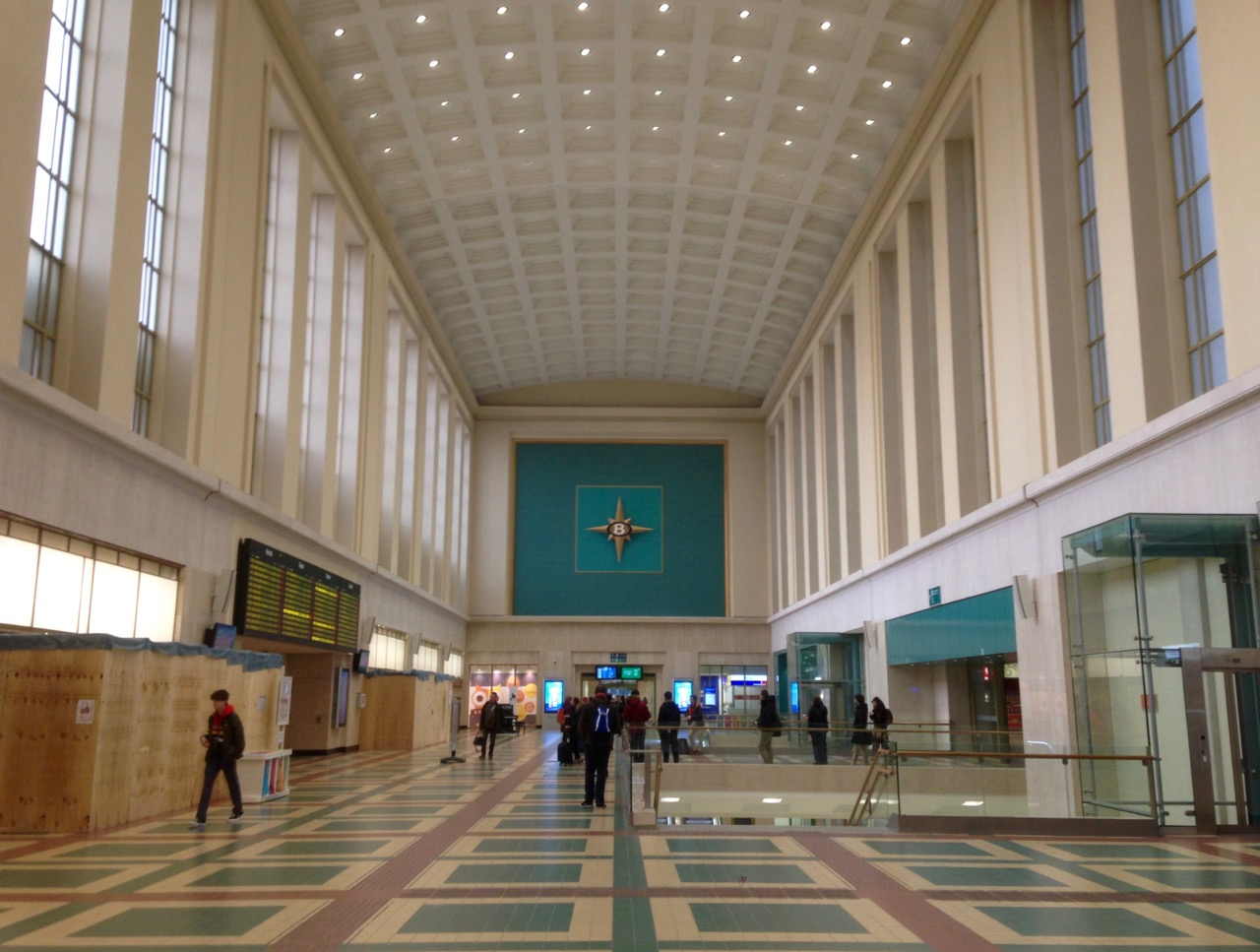
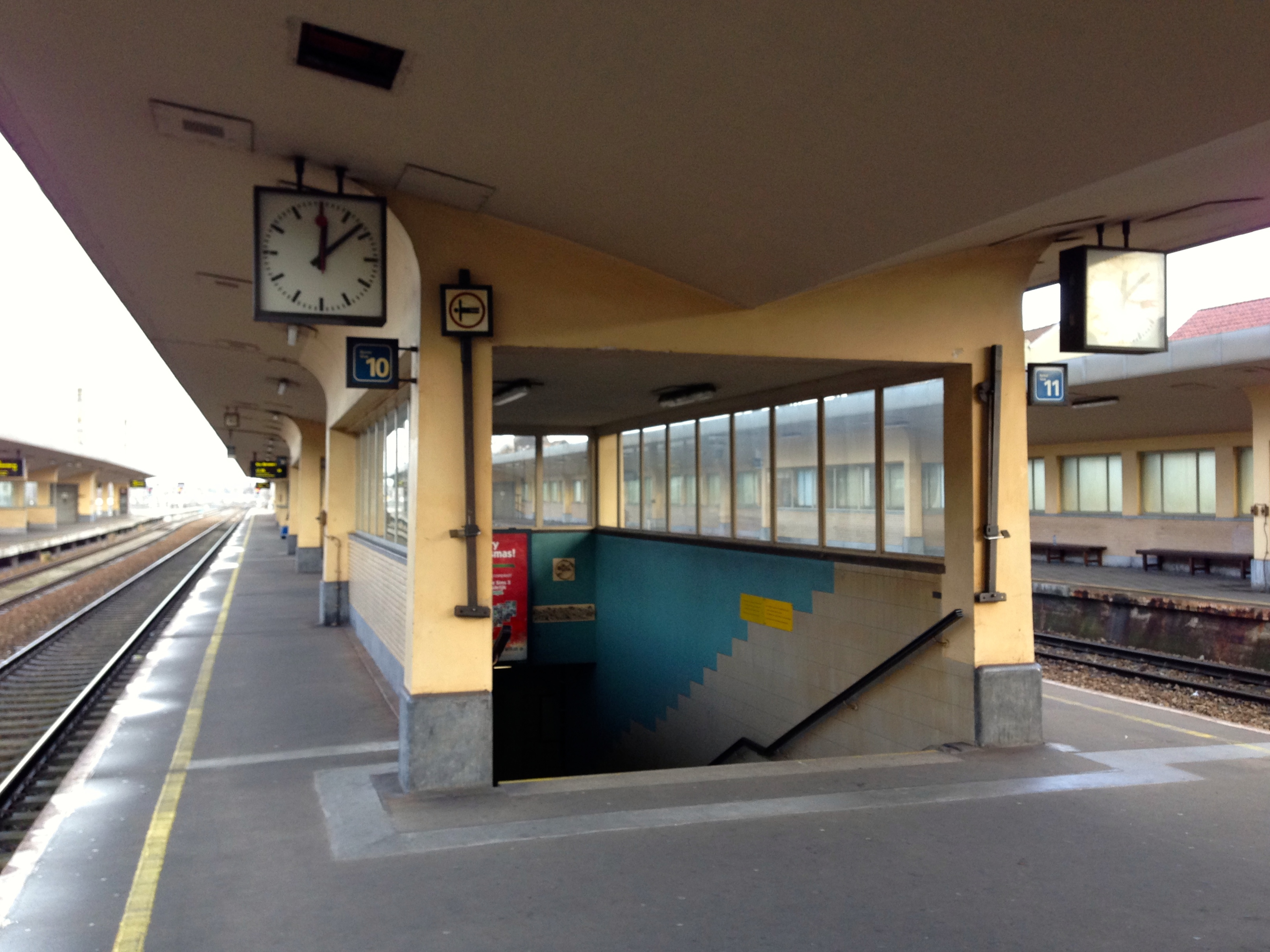